# Carsten Palmær
Carsten Palmær, född den 13 december 1946 i Stockholm, är en svensk dramaturg och författare. Han är son till redaktören och politikern Gustav Johansson och dennes hustru lektor Eva Palmær-Johansson. Båda föräldrarna var aktiva inom Sveriges Kommunistiska Parti (SKP). 
Palmær skrev flera av Fria Proteaterns revyer på 1970- och 80-talen, till exempel Med tvättad hals (1984) där Ulla Skoog och Tomas Bolme medverkade. 1986 gav han tillsammans med brodern Ola Palmaer ut den ryske skådespelaren och gitarrpoeten Vladimir Vysotskijs sånger i svensk översättning och tolkning, och de framfördes på scen av Fria Proteatern. Sångerna tilltalade omedelbart en stor publik under gruppens turné runtom i Sverige. Han skrev tillsammans med Peter Dalle en stor del av manuset till humorserien Lorry som gick i TV 1989–1995. Han har arbetat som dramaturg åt en mängd olika teatergrupper. Tillsammans med Johan Huldt skrev han kabarén Stadsteatern Bank som Klara Soppteater vid Stockholms stadsteater spelade 2009.